# Ricardo Escobar Palacios
Ricardo Escobar Palacios (San Fernando, Cádiz, 13 de junio de 1958) es un exfutbolista español. Su posición natural en el terreno de juego fue mediocentro defensivo. Se caracterizaba por demostrar un pundonor tremendo en el centro del campo, y disparo mortal. Fue capitán del Cádiz CF, cuya camiseta defendió en liga en 258 ocasiones, es el octavo máximo jugador en la historia del club amarillo en esa estadística. Posteriormente jugó en los equipos de Elche CF y CD Castellón.
Participó también de la Copa Mundial de Fútbol Juvenil de 1977 que se desarrolló en Túnez, jugó los tres partidos de España en dicho mundial y a pesar de que no fue un buen campeonato para los ibéricos él pudo terminar anotando dos de los tres goles de su selección, el primero en el debut de la selección contra Francia que ganó España por 2 a 1 y su última anotación contra México dicho encuentro terminó empatado 1 a 1.

## Clubes
- Cádiz CF 1976 - 1986
- Elche CF 1986 - 1988
- CD Castellón 1988 - 1990

- Datos: Q6108141